# Atrapamiento miofascial
El atrapamiento miofascial  es un trastorno no inflamatorio, que se manifiesta por dolor localizado, rigidez y cuya
característica primordial es la presencia de puntos gatillo. 
Consta de tres componentes: una banda palpable en el músculo afectado, un punto gatillo y el patrón característico de dolor referido, los cuales con un minucioso examen físico y una exhaustiva historia clínica, son
los elementos básicos para llegar a este diagnóstico. 

## Causas
Las causas están relacionadas con factores biomecánicos de sobrecarga o sobreutilización muscular o microtraumatismos repetitivos. No se conoce la fisiopatología, pero parece deberse a una disfunción de la placa motora por liberación excesiva de acetilcolina.

## Diagnósticos
En el diagnóstico es fundamental la historia clínica, la exploración física y un adecuado aprendizaje del examen muscular de los PG.

## Tratamiento
El tratamiento requiere un abordaje multidimensional. 
Eliminar los factores perpetuadores, educar al paciente y proporcionarle un programa de ejercicios domiciliarios. 
La fisioterapia, la farmacoterapia y diversos tratamientos conductuales se emplean de forma individualizada. En los casos refractarios, la infiltración de los PG (punción seca, anestésicos locales, corticoides o toxina botulínica), realizada por un médico experimentado, es eficaz.